# Roland Kirk

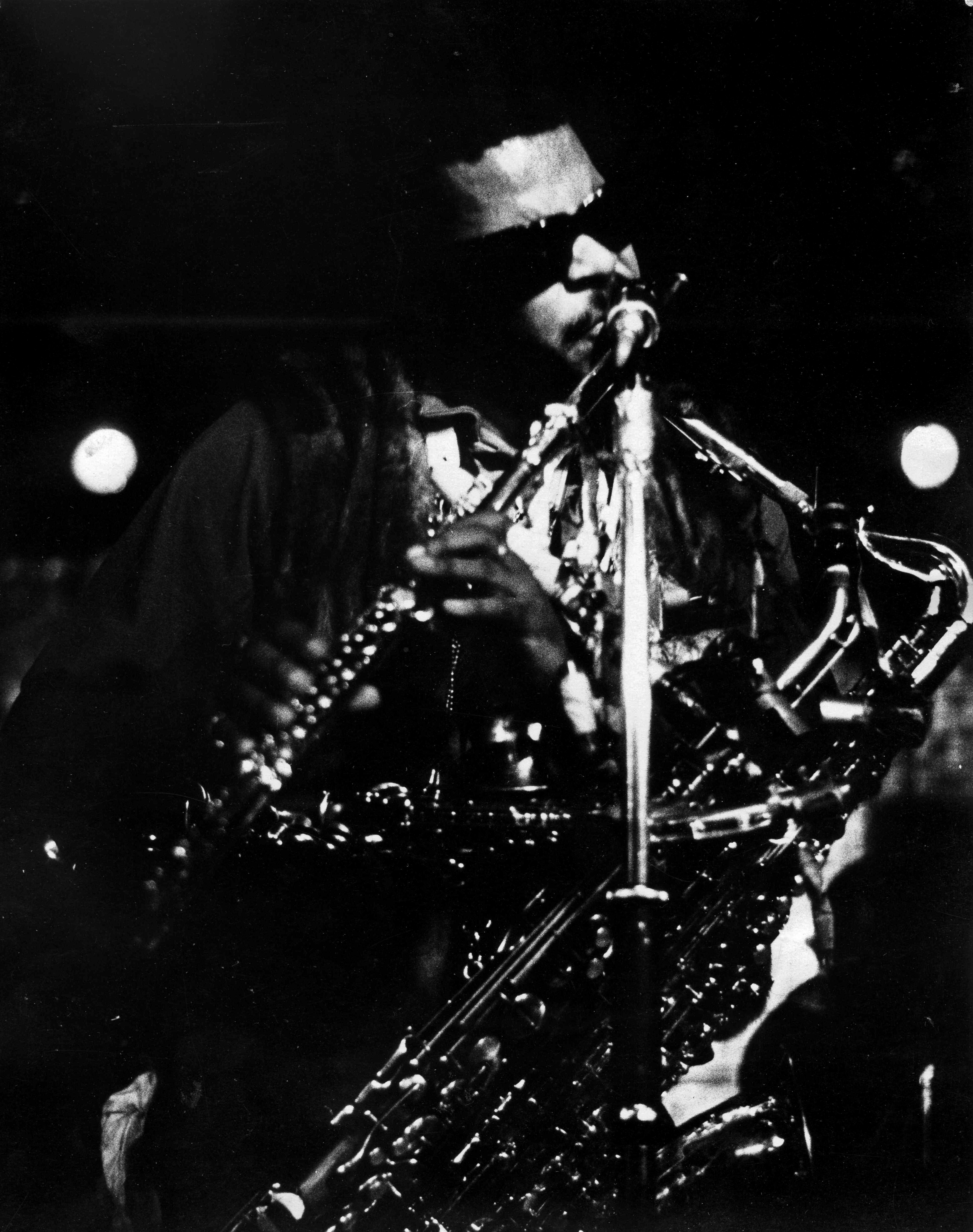
Roland Kirk

Rahsaan Roland Kirk (7 de Agosto de 1936 - Columbus, Ohio - 5 de Dezembro de 1977), cujo nome de batismo era Ronald Theodore Kirk, foi um multi-instrumentista cego estadunidense. Kirk tocava saxofone, flauta e muitos outros instrumentos de sopro. Ficou muito famoso pela sua habilidade de tocar mais de um desses instrumentos ao mesmo tempo. Além disso, ele era conhecido por sua vitalidade no palco, durante a qual o improviso virtuoso era acompanhado por brincadeiras cômicas e uma crítica política ácida.
Uma de suas performances gravadas mais conhecidas é a flauta principal e solo em "Soul Bossa Nova", de Quincy Jones, uma canção de sucesso de 1964 repopularizada nos filmes de Austin Powers.
Sua música era geralmente enraizada no soul jazz ou hard bop,mas o conhecimento de Kirk sobre a história do jazz permitiu que ele tirasse de muitos elementos do passado da música, do ragtime ao swing e ao free jazz. Kirk também absorveu influências clássicas, e sua arte refletiu elementos da música pop por compositores como Smokey Robinson e Burt Bacharach,bem como Duke Ellington, John Coltrane e outros músicos de jazz.

## Biografia
Nascido Ronald Theodore Kirk, teve uma vez um sonho que o levou a trocar duas letras de lugar em seu nome e virar Roland. Em 1970, adicionou também o nome "Rahsaan".
Preferindo liderar seus próprios grupos, Kirk raramente tocou para outros músicos, embora tenha gravado com Quincy Jones, Roy Haynes e tido atuações especialmente notáveis com Charles Mingus. Tocava a primeira flauta e solava em Soul Bossa Nova, de Jones, música popularizada nos filmes Austin Powers (Jones 1964; McLeod et al. 1997).
Seu estilo geralmente se enraizava no soul jazz e no hard bop, mas seu conhecimento de  história do jazz permitiu que se utilizasse de diversos elementos da história da música, do ragtime ao swing e também o free jazz. Kirk também explorava frequentemente  a música clássica e o pop.
Kirk tocava e colecionava uma série de instrumentos musicais, principalmente saxofones, clarinetes e flautas. Seus principais insturmentos eram o saxofone tenor e dois saxofones pouco conhecidos: o manzello (semelhante ao saxofone soprano) e o stritch (um tipo de saxofone alto reto, sem a curva característica). Kirk modificava ele mesmo os instrumentos para adaptá-los à sua técnica de execução simultânea. Era comum vê-lo no palco com todos os três instrumentos pendurados no pescoço, assim como uma variedade de outros instrumentos como flautas e apitos, e com frequência mantinha ainda um gongo ao seu alcance. Kirk também tocava harmónica, corne inglês, flauta doce e era um razoável trompetista. Às vezes possuía abordagens muito originais, usando uma boquilha de saxofone num trompete ou tocando flauta de nariz. Além disso, utilizava muitos sons extramusicais em sua arte, como despertadores, apitos, sirenes, um conjunto de mangueiras de jardim ("the black mystery pipes") e até sons electrónicos (à época uma raridade).
Kirk foi ainda um flautista influente, empregando técnicas por ele desenvolvidas. Uma delas era cantar e tocar flauta ao mesmo tempo. OUtra era tocar ao mesmo tempo a flauta transversal tradicional e a flauta de nariz.
Alguns observadores, ao ver Kirk surgir no palco com sua aparência bizarra e seu multi-instrumentismo simultâneo, pensavam que se tratasse apenas de objetos para chamar a atenção, especialmente tratando-se de um cego. Essas opiniões, porém, mudavam quando Roland Kirk começava a tocar. Ele usava os três saxofones para fazer verdadeiros acordes, funcionando como um "naipe de um homem só". Kirk insistia que ele estava apenas tentando reproduzir sons que ouvia em sua mente.
Além disso, Kirk era um dos maiores expoentes da respiração circular. Com essa técnica, Kirk era capaz não apenas de sustentar uma nota por virtualmente qualquer período de tempo, ele podia também tocar subdivisões e qualquer melodia veloz sem pausas para respiração. Isso lhe permitiu gravar "Concerto For Saxophone" no disco "Prepare Thyself To Deal With A Miracle", numa tomada contínua de cerca de 20 minutes tocando sem que percebamos uma pausa para inspirar. 
"The Case Of The 3-Sided Dream in Audio Color" foi um álbum único nos anais do jazz e da música popular. Era um álbum com dois LPs, com o lado 4 aparentemente "em branco", uma vez que o selo não indicava nenhum conteúdo. Contudo, uma vez que a "mensagem secreta" se popularizou entre os fans de Rahsaan, percebia-se que por volta dos 12 minutos no lado 4 aparecia o primeiro de dois recados de secretária eletrônica gravados por Kirk, o segundo aparecendo em seguida, separado por mais um pouco de silêncio. O impacto surpreendente desses trechos no lado "em branco" foi perdido com o lançamento do álbum em CD. 
Em 1975, Kirk sufreu um grande derrame que levou-o à paralisia parcial de um dos lados do seu corpo. Apesar disso, contunuou tocando, modificando os instrumentos para que pudesse tocar com uma só mão. Numa aprarição ao vivo no Ronnie Scott's club de London ele chegou a tocar dois instrumentos e ainda fez uma tournê e apareceu na TV.
Morreu de um segundo derrame em 1977, depois de tocar no Bluebird Nightclub em Bloomington, Indiana.

## Legado e influência
A técnica de cantar tocando flauta desenvolvida por Kirk foi adoptada por diversos outros flautistas, incluindo Jeremy Steig e Ian Anderson, do Jethro Tull (que gravou o tema  "Serenade to a Cuckoo", de Kirk, em seu primeiro álbum, This Was em 1968 apesar de em entrevista ao famoso jornalista musical Lester Bangs ter negado a influência de Kirk em sua música).
Em 1978 o single número um do Reino Unido, "Hit Me With Your Rhythm Stick", de Ian Dury and the Blockheads, apresentava o saxofonista Davey Payne tocando dois saxofones simultaneamente, ao modo de Kirk.
Dana Colley da banda Morphine e Twinemen ocasionalmente toca "double sax". Exemplos são "Super Sex" e "Radar" no álbum Yes e "Wishing Well" em Like Swimming.

## Álbuns como líder
King Records
- 1956 - Triple Threat

Argo/Cadet/Chess Records
- 1960 - Introducing Roland Kirk

Mercury Records
- 1961 - We Free Kings
- 1962 - Domino
- 1963 - Reeds & Deeds
- 1963 - Kirk in Copenhagen
- 1964 - Roland Kirk Meets the Benny Golson Orchestra
- 1964 - I Talk with the Spirits
- 1964 - Gifts and Messages

Limelight Records
- 1965 - Slightly Latin
- 1965 - Rip, Rig and Panic (álbum)|Rip, Rig and Panic

Verve Records
- 1967 - Now Please Don't You Cry, Beautiful Edith

Atlantic Records
- 1965 - Here Comes the Whistleman
- 1967 - The Inflated Tear
- 1968 - Left and Right
- 1968 - Volunteered Slavery
- 1970 - Rahsaan Rahsaan
- 1971 - Natural Black Inventions: Root Strata
- 1971 - Blacknuss
- 1972 - A Meeting of the Times
- 1973 - Bright Moments
- 1973 - Prepare Thyself to Deal With a Miracle
- 1973 - The Art of Rahsaan Roland Kirk
- 1975 - The Case of the 3 Sided Dream in Audio Color
- 1976 - Other Folks' Music

Warner Bros. Records
- 1975 - The Return of the 5000 Lb. Man
- 1976 - Kirkatron - Warner Brothers Records
- 1977 - Boogie-Woogie String Along for Real

Lançamentos Póstumos de Inéditos
- I, Eye, Aye: Live at the Montreux Jazz Festival, 1972 - Rhino
- The Man Who Cried Fire - Night
- Dog Years in the Fourth Ring - 32 Jazz
- Compliments of the Mysterious Phantom - Hyena
- Brotherman in the Fatherland - Recorded "Live" in Germany 1972 - Hyena

Compilações
- Rahsaan: The Complete Mercury Recordings Of Roland Kirk
- Does Your House Have Lions: The Rahsaan Roland Kirk Anthology
- Simmer, Reduce, Garnish & Serve